# Quincy Allen
Quincy Jovan Allen (né le 7 novembre 1979) est un tueur en série américain ayant tué quatre personnes entre juillet et août 2002 lors d'une série de crimes. Peu après son arrestation, il a été condamné à mort pour ses crimes en Caroline du Sud. Cependant, en 2024, ceci fut changé à la réclusion à perpétuité.

## Crimes
Allen a été inspiré à commencer sa série de crimes pendant son séjour en prison fédérale pour vol de véhicule. Pendant son incarcération, un codétenu lui a proposé de devenir tueur à gages pour la mafia,. À sa sortie, Allen a décidé d'acheter un fusil de chasse et de commencer à s'entraîner pour la carrière qui lui avait été promise.

### Chronologie des événements
- 7 juillet 2002 : Allen, afin de s'entraîner à utiliser son fusil de chasse, a décidé d'attaquer James White, un sans-abri de 51 ans, sur un banc du parc Finlay à Columbia, en Caroline du Sud. White endormi a été touché par deux balles. Cependant, il a survécu à l'attaque[4],[5].
- 10 juillet 2002 : Allen a tué Dale Evonne Hall (ou Hale), 45 ans, près d'un arrêt sur l'autoroute I-77 de Columbia en utilisant son fusil. Hall a été touché à la tête, au visage, à la jambe ainsi qu'au ventre. Allen s'est ensuite rendu dans une station-service à proximité, a acheté un bidon d'essence et est retourné vers le corps, l'aspergeant puis le brûlant[5].
- 8 août 2002 : Après une confrontation avec Brian Marquis, employé de Texas Roadhouse, Allen a mortellement abattu Jedediah « Jed » Harr, 22 ans, un ami de Marquis qui tentait d'intervenir[4]. Peu de temps après la bagarre, il a poursuivi Marquis jusqu'à sa maison, mettant le feu au porche.
- 9 août 2002 : Allen a mis le feu à la voiture d'un autre employé de Texas Roadhouse, avant d'en sélectionner au hasard et d'en brûler un autre quelques minutes plus tard.
- 12 août 2002 : Alors qu'il braquait une station-service Citgo à Dobson, en Caroline du Nord, Allen a mortellement abattu Richard Calvin Hawks, 53 ans, de Lowgap, en Caroline du Nord, et Robert Shane Roush, 29 ans, de Lancaster, dans l'Ohio.
- 14 août 2002 : Allen a été arrêté alors qu'il dormait dans une voiture abandonnée dans le comté de Mitchell, au Texas[2].

## Agression au couteau dans le couloir de la mort
Le matin du 2 décembre 2009, Allen et son codétenu Mikal Deen Mahdi, un homme de Lawrenceville, en Virginie, condamné à mort pour le meurtre en 2004 du capitaine James Myers, 56 ans, du département de la sécurité publique d'Orangeburg, dans le comté de Calhoun, en Caroline du Sud, prévoyaient d'attaquer et de tuer un agent correctionnel alors qu'il se trouvait dans l'établissement correctionnel de Lieber. Après avoir fabriqué des couteaux à partir de métal récupéré sur des conduits d'aération, le duo a demandé à l'agent correctionnel Nathan Sasser s'ils pouvaient aller visiter le terrain de basket. Après les avoir escortés là-bas, ils ont attaqué Sasser, le poignardant à plusieurs reprises. Sasser a réussi à résister et à les combattre malgré ses graves blessures,.
Allen et Mahdi ont ensuite tenté de sauter la clôture afin de s'échapper, cependant cela s'est soldé par un échec. Ils ont donc commencé à saccager la zone commune. Même après que les gardes aient utilisé des gaz lacrymogènes contre eux, ils ont refusé de reculer. Finalement, des balles en caoutchouc ont été utilisées pour maîtriser la paire.
À la suite de cet incident, tous deux ont été privés de leurs privilèges (loisirs extérieurs, visites, utilisation du téléphone et articles de cantine) et en 2017, tous deux ont été transférés avec tous les autres détenus du couloir de la mort de Caroline du Sud à l'établissement correctionnel de Kirkland à Columbia. Sasser a ensuite été licencié de son poste, car il avait développé un syndrome de stress post-traumatique et avait commencé à souffrir de crises d'angoisse. Toutes les accusations d'agression portées contre lui ont ensuite été abandonnées par les procureurs, qui ont déclaré que cela n'avait aucun sens, puisque les deux prisonniers étaient déjà condamnés à mort.
Le 30 août 2024, la Cour suprême de l'État de la Caroline du Sud a annoncé que Mikal Deen Mahdi, 42 ans, le partenaire de crime d'Allen, serait exécuté en 2025 pour son implication dans le meurtre de Myers. Le 11 avril 2025, il fut donc fusillé par un peloton d'exécution au sein de l'établissement correctionnel de Broad River en Caroline du Sud,.

## Procès
Après avoir plaidé coupable des meurtres ainsi que de ces actions criminelles, Quincy Allen a été condamné à mort et devait être exécuté à la date du 8 janvier 2010,. Cependant, ses avocats ont déposé une demande de sursis concernant sa peine quelques heures après l'annonce du verdict ce que la Cour suprême de Caroline du Sud a accepté. Aucune nouvelle date n'a été annoncée et la condamnation à mort d'Allen a été annulée par la Cour d'appel du 4e circuit le 26 juillet 2022. Le 23 juillet 2024, Allen a accepté un accord selon lequel sa peine serait réduite de la peine capitale à la réclusion à perpétuité. En échange, il devait renoncer à tout droit de faire appel,.